# Vadim Kalmykov
Vadim Kalmykov é um ex-atleta soviético/ucraniano que representou União Soviética nos Jogos Paralímpicos de Verão de 1988 em Seul, na Coreia do Sul, competindo em quatro provas do atletismo e da natação – venceu todas as quatro (obtendo medalhas de ouro), sendo o atleta mais bem-sucedido da URSS nesta edição das Paralimpíadas. Tendo em conta que esta foi a primeira e a única participação da União Soviética nos Jogos Paralímpicos de Verão, Kalmykov detém a distinção de ser o atleta paralímpico soviético mais bem-sucedido de todos os tempos. Tal como todos os atletas soviéticos, ele competiu em provas para deficientes visuais; a categoria "B2" indica atletas com percepção de vultos.
Após a ausência de doze anos, Kalmykov volta a disputar mais uma vez aos Jogos, juntando-se à delegação ucraniana aos Jogos Paralímpicos de Verão de 2000, realizados em Sydney, na Austrália. O atleta paralímpico ficou em sexto lugar no salto triplo, mas conquistou a medalha de bronze no pentatlo.